# Station Zuidhorn
Station Zuidhorn is het spoorwegstation in het Groningse Zuidhorn. Het ligt aan de lijn Leeuwarden – Groningen. Het station werd geopend op 1 juni 1866.

## Geschiedenis
Zuidhorn ligt aan Staatslijn B van de Staatsspoorwegen. Het eerste gebouw was een standaardstation van de vijfde klasse. Het had een hoog middendeel met een puntgevel, met aan beide zijdes een korte even hoge vleugel. Het station werd drie keer verbouwd en uiteindelijk in 1975 afgebroken. Het werd vervangen door een stationsgebouw van het type Beilen. In mei 2020 werd het derde perron in gebruik genomen, naast het nieuwe P+R-terrein.

## Afbeeldingen

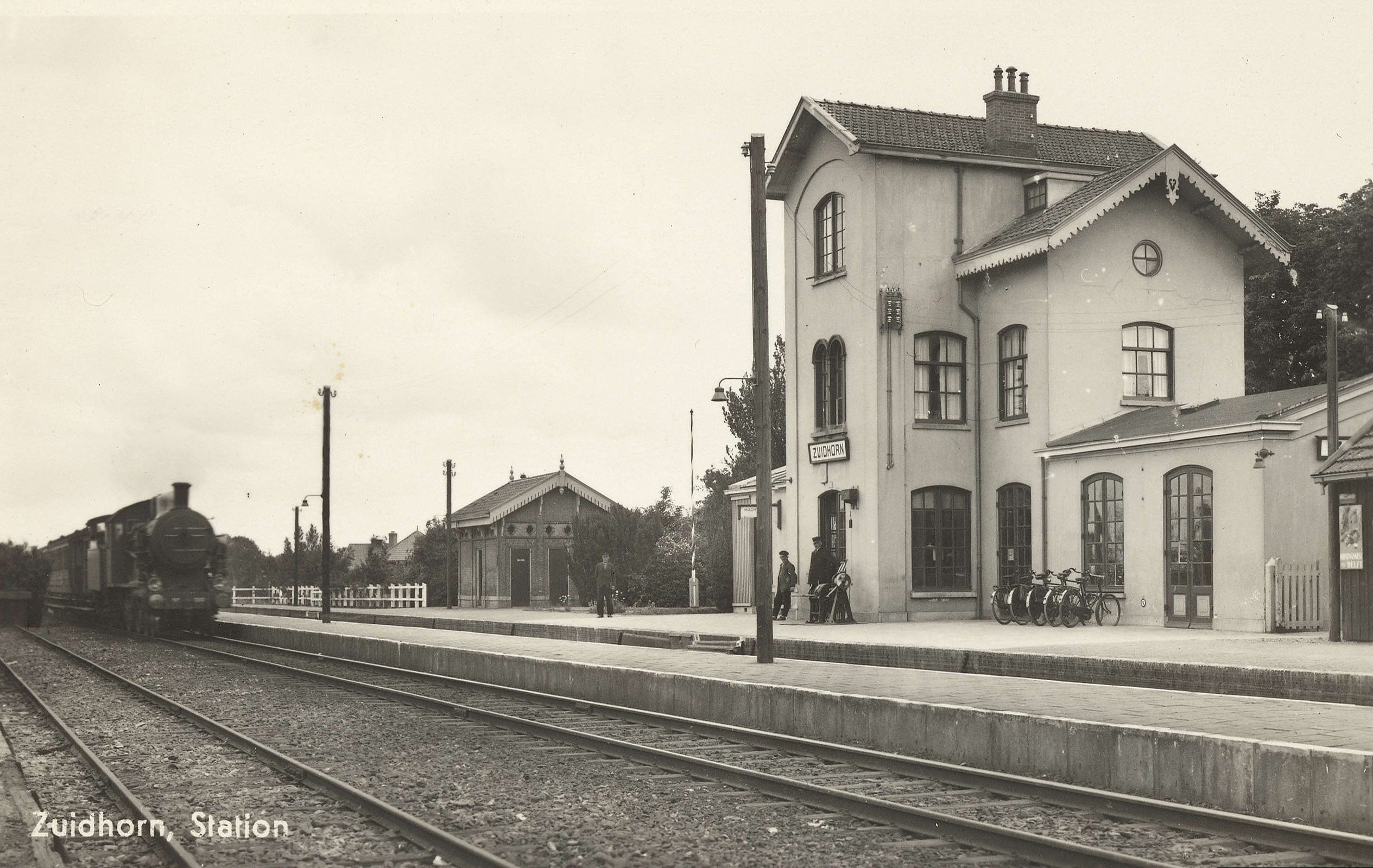
Stoomlocomotief op het station in 1949
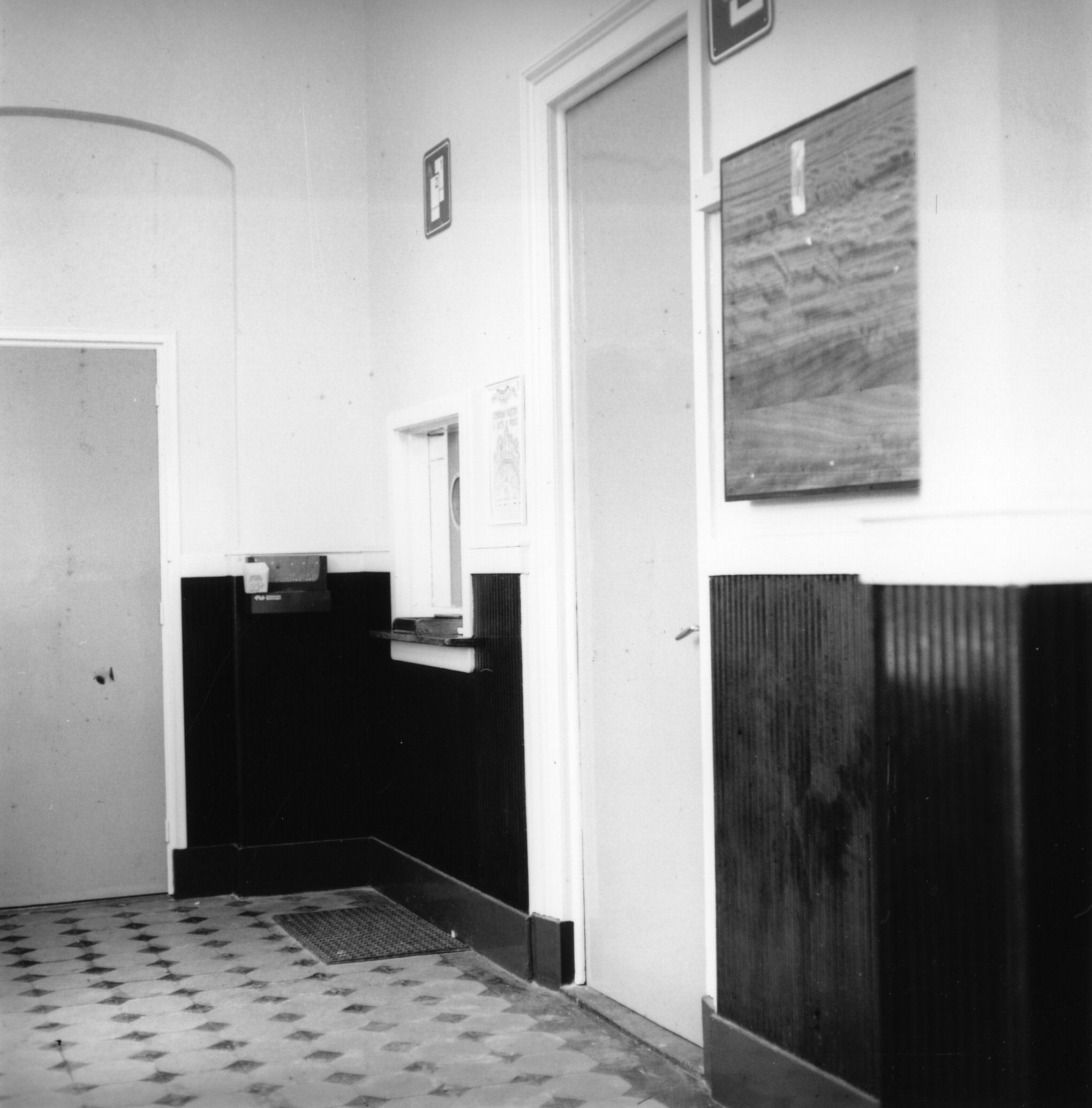
Loket op het station (1971)
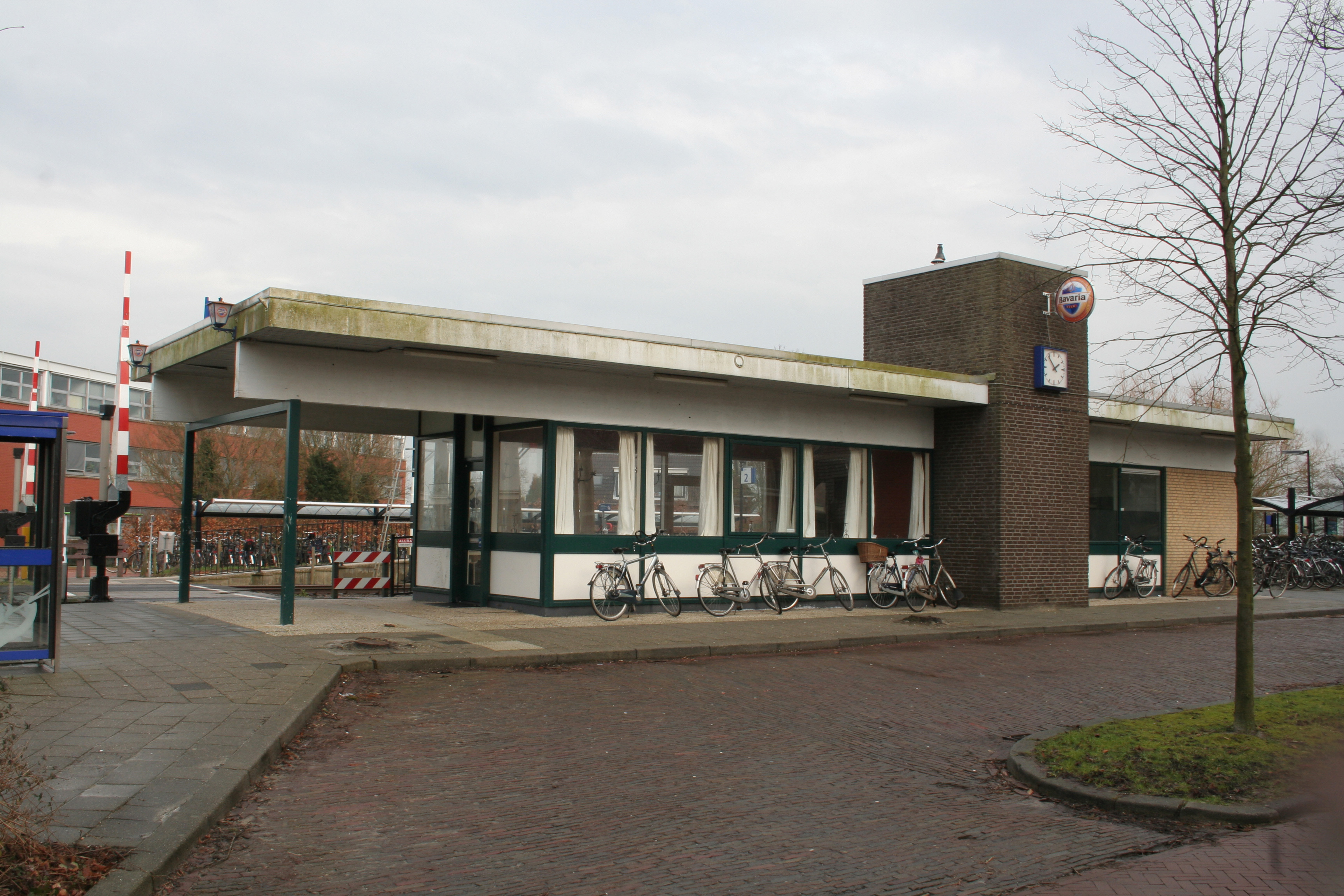
Station Zuidhorn in 2007
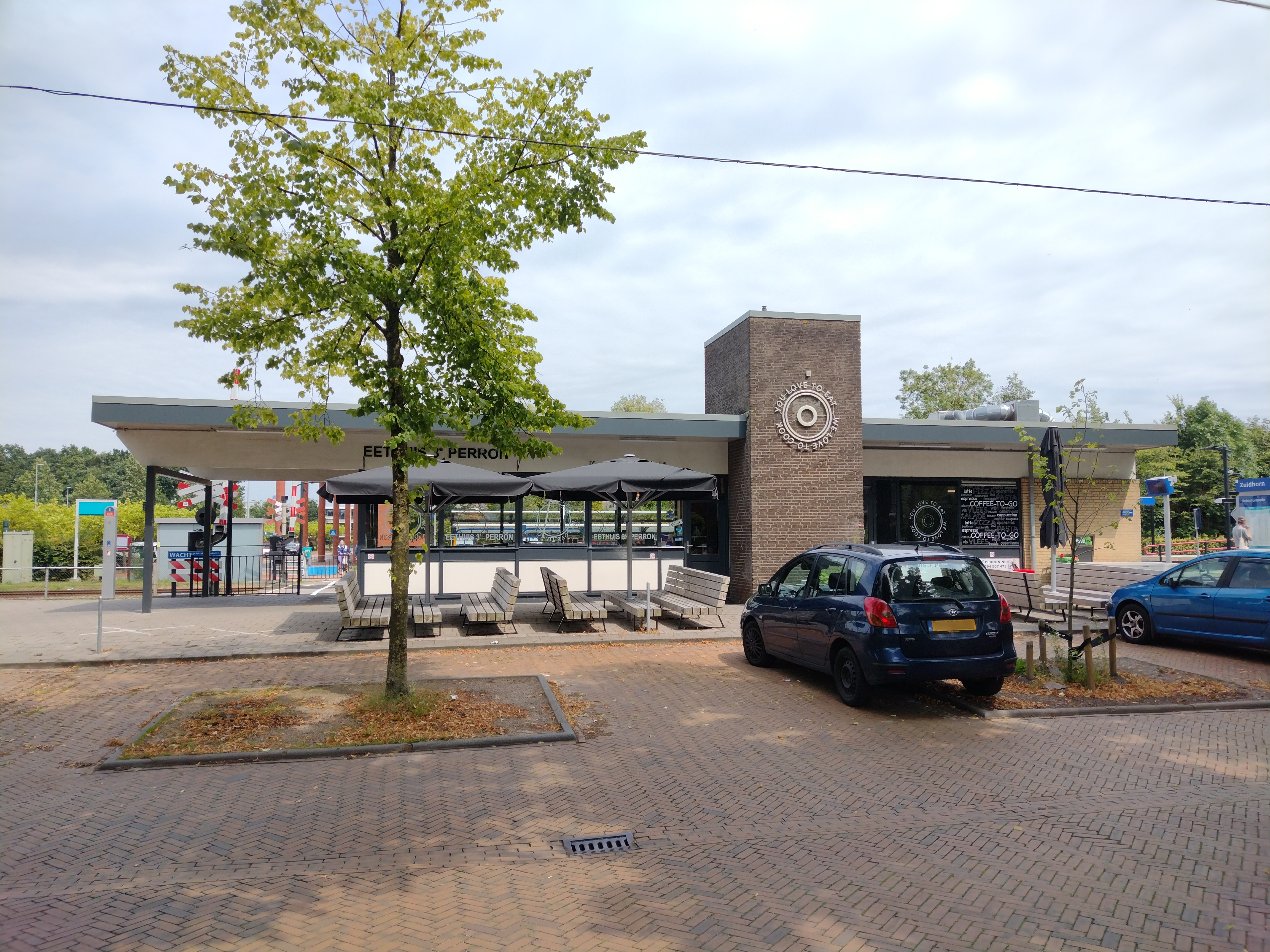
Dezelfde plek in 2024
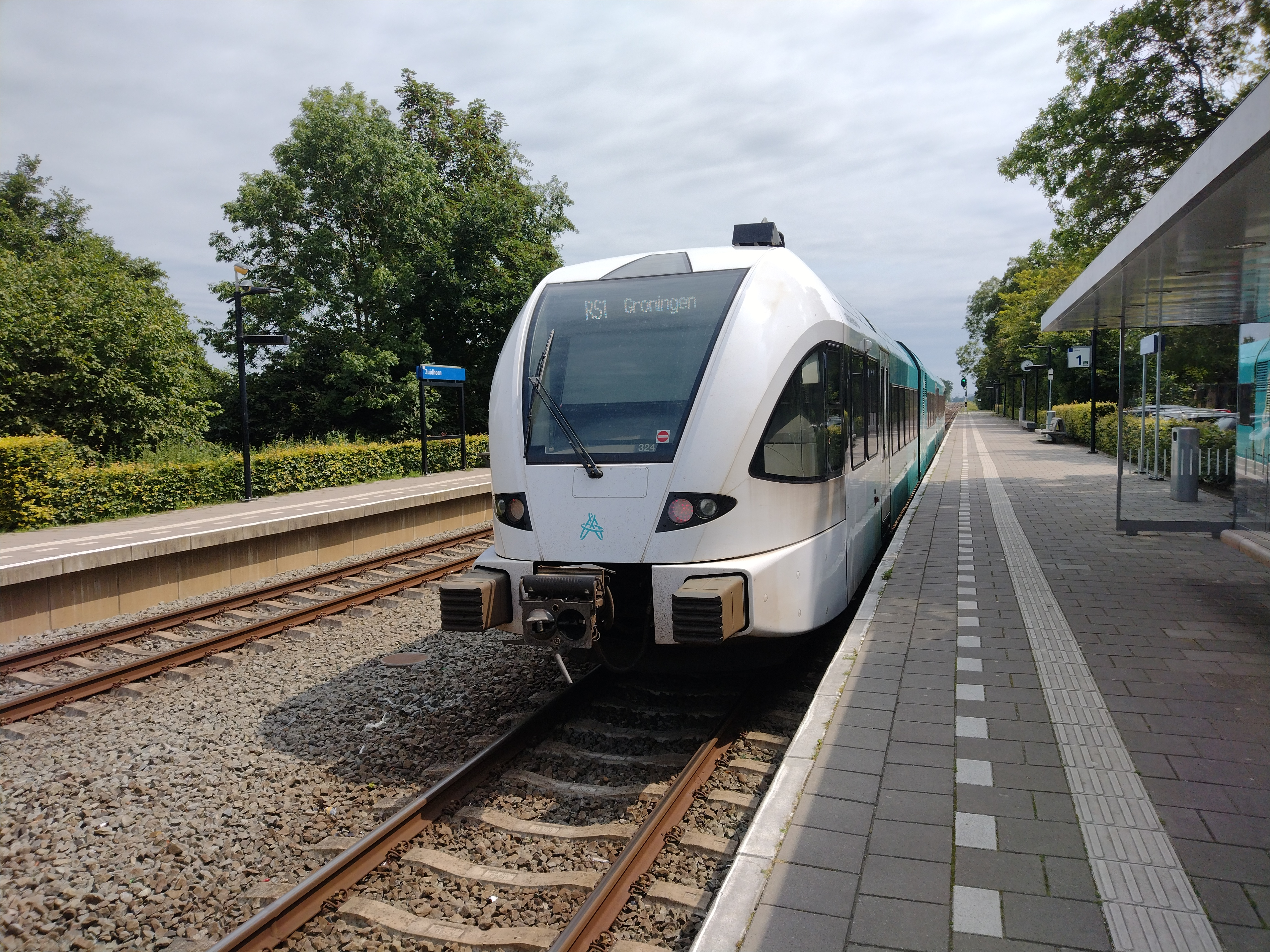
Arriva GTW op het station

## Verbindingen
| Serie      | Treinsoort         | Route                             | Bijzonderheden                                                                               |
| ---------- | ------------------ | --------------------------------- | -------------------------------------------------------------------------------------------- |
| 37300 RE 1 | Sneltrein (Arriva) | Leeuwarden – Zuidhorn – Groningen | Stopt 2x/uur in Feanwâlden en alternerend in Buitenpost en Zuidhorn.                         |
| 37400 RS 1 | Stoptrein (Arriva) | Leeuwarden – Zuidhorn – Groningen | 's Avonds rijden van maandag t/m zaterdag enkele extra treinen tussen Zuidhorn en Groningen. |

−0,2: Harlingen Haven ·
1,1: Harlingen ·
9,6: Franeker ·
15,5: Dronryp ·
21,9: Deinum ·
24,9: Leeuwarden ·
28,0: Achter de Hoven ·
29,7: Leeuwarden Camminghaburen ·
31,3: Ouddeel ·
34,4: Tietjerk ·
36,1: Hurdegaryp ·
40,2: Feanwâlden ·
43,6: De Westereen ·
46,8: Wildpad ·
47,3: Veenklooster-Twijzel ·
50,9: Buitenpost ·
57,8: Visvliet ·
61,9: Grijpskerk ·
68,7: Zuidhorn ·
72,2: Den Horn ·
75,3: Hoogkerk-Vierverlaten ·
80,4: Groningen ·
82,0: Groningen Europapark ·
88,4: Westerbroek ·
92,4: Kropswolde ·
93,7: Martenshoek ·
95,6: Hoogezand-Sappemeer ·
97,2: Sappemeer Oost ·
98,0: Scholte ·
102,2: Zuidbroek ·
109,7: Scheemda ·
111,5: Heiligerlee ·
114,6: Winschoten ·
121,9: Ulsda ·
126,8: Bad Nieuweschans
Appingedam · 
Bad Nieuweschans ·
Baflo · 
Bedum · 
Delfzijl · 
-West · 
Eemshaven ·
Grijpskerk · 
Groningen · 
-Europapark ·
-Noord ·
Haren · 
Hoogezand-Sappemeer · 
Kropswolde · 
Loppersum · 
Martenshoek · 
Roodeschool · 
Sauwerd · 
Scheemda · 
Stedum · 
Uithuizen · 
Uithuizermeeden · 
Usquert · 
Veendam · 
Warffum · 
Winschoten · 
Winsum · 
Zuidbroek · 
Zuidhorn
Voormalige stations: zie de lijst van voormalige spoorwegstations in Groningen